# Wolfgang Schellmann
Wolfgang Schellmann, né le 2 mars 1911 et mort le 22 juin 1941, est un militaire et as de l'aviation allemand.

## Biographie
Une des premières figures de la Luftwaffe, Wolfgang Schellmann commandait déjà des escadrilles dans les années 30. Il devint fin décembre 1937 Staffelkapitän  de la 1./J.88 alors engagée dans la guerre espagnole, prenant la suite du Hauptmann Harro Harder, meilleur as allemand du moment dans ce conflit. Pour sa part, l'Oberleutnant Schellmann débuta son palmarès le 18 janvier suivant en abattant un I-16 dans la région de Teruel. Il s'illustra surtout durant la période estivale, remportant 9 succès (dont deux doublés) du 13 juin au 20 août 1938, pour finalement porter son score à 12, devenant à son tour l'as des as allemand à cette date.
Promu Hauptmann, Schellmann devint Kommandeur du II./JG 2 lors de la création de ce groupe en décembre 1939. L'unité restera confinée à la défense du centre de l'Allemagne puis celui de son réseau côtier jusqu'à la mi-mars de 1940. Lors de la campagne de France, Schellmann obtiendra la part du lion de son groupe en remportant 7 victoires, les quatre derniers en quatre jours d'affilée,. Le 18 juillet, il abattra un Blenheim de reconnaissance au-dessus du Havre pour son 20e succès en comptant l'Espagne. Dans le but de redynamiser la chasse, Goering décida de porter des as plus jeunes à la tête des escadres ; Wolfgang Schellmann fait partie du lot et, promu Major, devint Kommodore de l'entière JG 2 « Richthofen ». Cependant, la montée fulgurante du Hauptmann Helmut Wick - leader du I./JG 2 - poussa le Reichsmarschall à promouvoir Wick pour succéder à Schellmann le 20 octobre. Le 22 lui est confié le commandement de la JG 27, mais la Bataille d'Angleterre touche alors à sa fin.
Au début de l'année suivante, le Major Schellmann conduisit les II. et III./JG 27 en Bulgarie, pays fraîchement entré dans le camp de l'Axe, avant que ces unités ne soient déployées dans le cadre de l'opération Marita le 6 avril 1941. Le 24, l'officier trouvera l'occasion de se défaire d'un Hurricane près de Tanagra. Un petit mois de combat en Grèce précéda le retour en Allemagne avant déploiement à la mi-juin en Pologne proche de la frontière lithuanienne, en vue d'une attaque contre l'Union Soviétique.
Au déclenchement de l'offensive, Schellmann descendit un chasseur russe mais percuta les débris de sa victime dans la foulée, contraignant l'Allemand à s'éjecter avant de disparaître corps et bien. Il est admis qu'en tentant de regagner ses lignes, Wolfgang Schellmann fut capturé et remis au NKVD avant d'être exécuté deux jours plus tard. Sa Ritterkreuz sera retrouvé sur un prisonnier soviétique qui confirmera le sort du patron de la JG 27. Sur ordre du Goering, on ouvrira les tombes fraîchement creusées mais le pilote ne sera jamais retrouvé.
Promu Oberstleutnant à titre posthume, Wolfgang Schellmann est crédité de 26 victoires en 150 combats, dont 12 en Espagne.